# Guido Burgstaller
Guido Burgstaller (Villach, 29 de abril de 1989) é um futebolista austríaco que atua como atacante. Atualmente defende o Rapid Wien.

## Carreira
Guido Burgstaller começou sua carreira no FC Kärnten.

## Títulos
Wiener Neustadt
- Campeonato Austríaco de Futebol - Segunda Divisão: 2008–09[2]